# Segreti (miniserie televisiva 1984)
Segreti (Lace) è una miniserie televisiva in due puntate del 1984 diretta da William Hale. «Feuilleton in pieno [...] e anche romanzo rosa con abbondanti risvolti erotici e un pizzico di giallo», la miniserie è tratta dall'omonimo romanzo pubblicato da Shirley Conran nel 1982 ed è interpretata da Bess Armstrong, Brooke Adams, Arielle Dombasle, Angela Lansbury e Phoebe Cates.

## Trama
La miniserie narra le peripezie di Lily, un'attrice di film soft core, alla ricerca della madre. La storia procede in parallelo tra gli inizi degli anni '60 (periodo di nascita di Lily) e metà degli anni '80 (periodo in cui si svolgono le vicende principali).
Lily infatti decide di tendere una trappola a Pagan Trelawney, Judy Hale e Maxine Pascal, le tre donne, amiche di lunga data, che si sono occupate di lei quando venne al mondo, rifiutandosi però di rivelarle l'identità della sua vera madre.
Costrette a incontrarsi di nuovo dopo 25 anni per evitare la trappola di Lily, le donne si sentono chiedere dalla ragazza "Chi di voi tre cagne è mia madre?" (in originale Which one of you bitches is my mother?, vera e propria tagline della serie), che le lascia allibite.

## Distribuzione
La miniserie è stata trasmessa negli Stati Uniti il 26 e 27 febbraio 1984 sulla rete ABC. In Italia è andata in onda il 2 e 3 dicembre dello stesso anno in prima serata su Canale 5.

## Sequel
Visto il successo della serie, e a seguito della pubblicazione del romanzo Segreti II, nel 1985 venne prodotta la miniserie Segreti 2 (Lace II), in cui Lily stavolta va alla ricerca del padre.